# 磯子エンジニアリングセンター
東芝エネルギーシステムズ磯子エンジニアリングセンター(英: Isogo Nuclear Engineering Center (IEC))とは、神奈川県横浜市磯子区に位置する東芝エネルギーシステムズ株式会社の原子力事業の拠点の1つであり、原子力プラントに関するエンジニアリングを行う施設である。

## 概要
磯子エンジニアリングセンターは1982年から東芝が所有していた原子力事業のエンジニアリング施設であり、全3棟が存在する。2009年11月、東芝が原子力事業をグローバル展開する中核拠点として横浜事業所内に当時としては最新鋭の設備をもつ新棟を建設した。
現在は東芝から原子力事業を継承した東芝エネルギーシステムズが所有する。